# کیلیان لو بلوش
کیلیان لو بلوش (انگلیسی: Kilian Le Blouch؛ زادهٔ ۷ اکتبر ۱۹۸۹) جودوکار اهل فرانسه است.